# Luoghi di culto buddisti in Italia
Questa è una lista dei luoghi di culto, templi o istituti buddhisti in Italia.

## A
- A.Me.Co. Associazione per la meditazione di consapevolezza - Roma

## C
- Centro Buddhista Mandala Samteng Ling - Biella
- Centro Buddhista Muny Gyana - Palermo
- Centro di Merigar West - Grosseto
- Centro Tara Cittamani - Padova
- Centro Zen Anshin - Roma
- Centro Zen Ensoji il Cerchio - Milano
- Centro Zen Soto L'arco - Roma
- Centro Studi Tibetani Mandala- Milano

## E
- Monastero Enso-ji Il Cerchio - Milano

## H
- Hua Yi Si - Roma

## I
- Istituto buddhista italiano Soka Gakkai - Firenze
- Istituto buddhista italiano Soka Gakkai - Milano
- Istituto buddhista italiano Soka Gakkai - Roma
- Istituto buddhista italiano Soka Gakkai - Salerno
- Istituto Lama Tzong Khapa - Pomaia

## J
- Johoji Associazione "Buppo" - Roma

## K
- Kagyu Samye Dzong Venezia - Venezia

## M
- Merigar West (comprendente il Gompa (tempio) della Grande Contemplazione e il Grande Stūpa di Merigar West) - Arcidosso

## O
- Monastero Zen Rinzai del Maestro Engaku Tainu - Scaramuccia (Orvieto)

## P
- Pagoda della Pace - Comiso

## S
- Sanbo-ji - Tempio dei Tre Gioielli (monastero e tempio della comunità Enso-ji Il Cerchio) - Parma
- Shinnyio ji - Firenze
- Soka Gakkai - Torino

## T
- Tempio Buddhista Cinese Putuoshan dell'Esquilino - Roma
- Tempio Renkoji - Cereseto
- [./Https://www.tenshin.it Tempio Buddhista Zen Ten Shin - Napoli]